# Gabri Veiga
Gabri Veiga (O Porriño, 2002. május 27. –) spanyol korosztályos válogatott labdarúgó, a portugál FC Porto középpályása.

## Pályafutása

### Klubcsapatokban
Veiga a spanyolországi O Porriño községben született. Az ifjúsági pályafutását a Santa Mariña csapatában kezdte, majd a Celta Vigo akadémiájánál folytatta.
2019-ben mutatkozott be a Celta Vigo tartalék, majd 2020-ban az első osztályban szereplő felnőtt csapatában. Először a 2020. szeptember 19-ei, Valencia ellen 2–1-re megnyert mérkőzés 80. percében, Jeison Murillo cseréjeként lépett pályára. Első gólját 2022. szeptember 10-én, az Atlético Madrid ellen idegenben 4–1-re elvesztett találkozón szerezte meg.
2025. június 5-én 15 millió euróért igazolt a portugál Porto csapatához, amellyel ötéves szerződést írva alá. Június 15-én mutatkozott be a brazil Palmeiras ellen a klubvilágbajnokságon.

### A válogatottban
Veiga az U18-as és az U21-es korosztályú válogatottakban is képviselte Spanyolországot.
2022-ben debütált a U21-es válogatottban. Először a 2022. november 18-ai, Japán ellen 2–0-ra megnyert mérkőzés 90+2. percében, Manu Sánchezt váltva lépett pályára.

## Statisztikák
2023. április 2. szerint
| Klub       | Szezon   | Osztály  | Bajnokság | Bajnokság | Kupa és Ligakupa | Kupa és Ligakupa | Nemzetközi | Nemzetközi | Összesen | Összesen |
| Klub       | Szezon   | Osztály  | Meccs     | Gól       | Meccs            | Gól              | Meccs      | Gól        | Meccs    | Gól      |
| ---------- | -------- | -------- | --------- | --------- | ---------------- | ---------------- | ---------- | ---------- | -------- | -------- |
| Celta Vigo | 2020–21  | La Liga  | 6         | 0         | 0                | 0                | —          | —          | 6        | 0        |
| Celta Vigo | 2021–22  | La Liga  | 7         | 0         | 3                | 0                | —          | —          | 10       | 0        |
| Celta Vigo | 2022–23  | La Liga  | 26        | 9         | 3                | 0                | —          | —          | 29       | 9        |
| Összesen   | Összesen | Összesen | 39        | 9         | 6                | 0                | 0          | 0          | 45       | 9        |

## Sikerei, díjai
- el-Áhlí
  - AFC-bajnokok ligája: 2024–25